# Ariel (ángel)

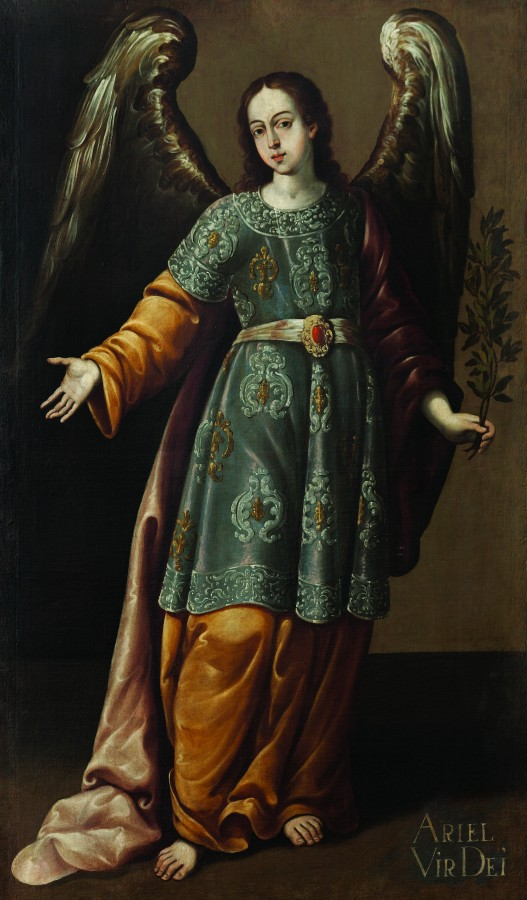

Ariel nombre que significa «León de Dios» en la tradición hebrea y cristiana. En la Biblia Ariel es un nombre de Jerusalén.